# Estadi Marcelo Bielsa
L'Estadi Marcelo Bielsa, també conegut com El Coloso del Parque, és un estadi de futbol de la ciutat de Rosario, a l'Argentina.
És la seu del club CA Newell's Old Boys i té una capacitat per a 42.000 espectadors. Va ser inaugurat el 23 de juliol de 1911.